# Tetra žhavá
Tetra žhavá (Hemigrammus erythrozonus) je sladkovodní drobná rybka, tvarem a velikostí velmi podobná neonce obecné (Paracheirodon innesi).

## Popis
Tělo je žluto až olivově průsvitně lesklé na bříšku stříbřité. Středem těla od skřelí až po kořen ocasu se táhne podélný široký, rubínově červený zářivý pruh, který se na kořeni ocasu rozšiřuje ve stejně zářivou skvrnu. První paprsky hřbetní ploutve a horní polovina duhovky jsou ostře červené. Špičky hřbetní a břišní ploutve jsou slonovinově bílé. Při umělém osvětlení vystoupí na rudém zářivém pásu zlatě zářící čára. Tetra žhavá je mírumilovná, klidná a hejnová rybka středních vrstev vody. Dorůstá velikosti až 4,5cm a dožívá se 4–6 let. Ve většině akváriích se ale podle péče dožívají jen 2–4 let. Vedle neonových je to jedna z nejhezčích teter.

Sameček je vždy štíhlejší a břišní partii má zapadlou.

Samička je silnější, zavalitější a plnější v břišku.

## Rozšíření
Pochází z Jižní Ameriky a přirozenými lokalitami výskytu jsou řeky v Guayaně

## Chov
Kyselost: doporučená pH 6–7,5

Tvrdost: doporučená 6–15° dGH

Teplota: 22–26 °C

Jedná se o další z řady teter vhodných do společenských nádrží. Vynikne v houfu. Je to skupinová rybka, takže by se měla chovat v početnějším hejnu, pokud bude v nádrži málo jedinců, mohou se stát plachými a budou neustále ukrytí. Zdržuje se převážně ve středním pásmu nádrže. Její barvy nejvíce vyniknou nad tmavým dnem, při slabším osvětlení. Nádrž by měla být s dostatkem rostlin i plovoucích, skýtajících jak dostatek úkrytů, tak i prostor pro plavání.
Je nenáročná na vodu, nutno však akvárium udržovat v čistotě a pravidelně vyměňovat část vody, neboť dlouhodobější přítomnost dusíkatých látek jim nesvědčí. Vodu je vhodné filtrovat přes rašelinu.

Chováme je ve společnosti druhově podobných, nebo menších rybek, se stejnými požadavky na parametry vody. Dobře se snášejí s tetrou měděnou, neonkou obecnou nebo razborou klínoskvrnou.

Jako většina tetrovitých je všežravec – potravou jsou nitěnky, roupice, pakomáří larvy a tzv. patentky, (perloočky, dafnie, buchanky, a to živé nebo i mražené, apod.) a suché vločkové krmivo. Krmit je lépe méně, ale častěji, potrava by měla být pestrá.

## Rozmnožování
Odchov byl donedávna obtížný, rybka vyžadovala měkkou kyselou vodu, poměrně vysokou teplotu, apod. Dnes se tato tetra přizpůsobila tak, že se vhodný pár ochotně vytírá do jemnolistých – nejlépe plovoucích rostlin i v nepříliš tvrdé (nesmí však být přítomny uhličitany!!) a mírně kyselé vodě. Pro odchov volíme menší nádrž cca 10–15 litrů/chovný pár. Do třecí nádrže rybky vpouštíme zpravidla navečer. Je možno vytřít i více párů současně, pak je nutno volit velikost nádržky dle počtu párů. Nejvhodnější věk pro rozmnožování tetry žhavé je 7 až 9 měsíců, voda o teplotě cca 24–26 °C. Mírné vzduchování není na závadu. K tření dochází v časných ranních hodinách a většinou do 3 dnů po přelovení. Pokud se tak nestane, je vhodné pár vrátit do hlavní nádrže, vydatně zakrmit a za několik dní proces opakovat. Po vytření pár(y) odlovíme.

Rybky se vytírají do jemnolistých rostlin a plůdek se líhne do 24 hodin. Po vytření je dobré vytíračku přistínit. Potěr se rozplave za dalších 6–7 dní. První potravou je nejvhodnější zooplankton. Za další 2 až 3 dny pak i vířníci (Brachionus, Keratella nebo Rotatoria) dále čerstvě vylíhlé nauplie buchanek (Cyclopidae) a žábronožky solné (Artemia salina). Náhradou může posloužit natvrdo uvařený rozmělněný vaječný žloutek. Nejméně vhodné je pak sušené krmivo pro potěr.
Potěr je do dvou měsíců velmi choulostivý na přelovování a je poměrně citlivý na dusičnany, proto se doporučuje častá, ale jen částečná výměna vody.

Tření můžeme opakovat po dvou až třech týdnech.